# Bandkeramische Siedlung Rössing

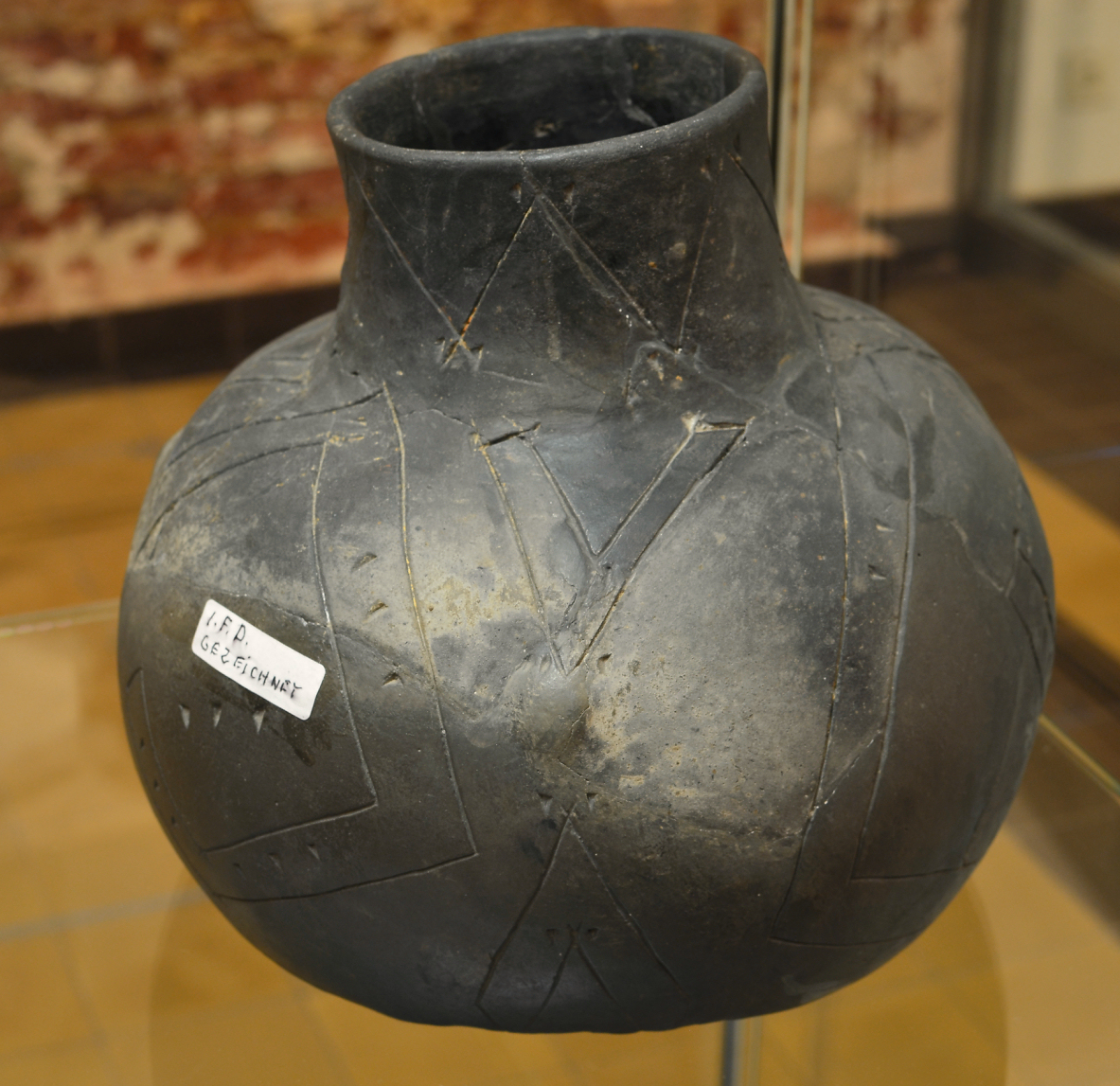
Gefäß der Siedlungsstelle, gefunden vom Hobbyarchäologen Wolfgang Bauer

Die bandkeramische Siedlung Rössing ist ein jungsteinzeitlicher Siedlungsplatz der Bandkeramischen Kultur in Rössing in Niedersachsen. Die um etwa 4500 v. Chr. bestehende Siedlung nahe der Leine zählte zur ersten bäuerlichen Kultur in Mitteleuropa. Sie liegt an der nördlichen Grenze der Verbreitung der Bandkeramik in Niedersachsen und an der äußersten nordwestlichen Grenze der mitteleuropäischen Lösszone. 

## Lage
Die frühere Siedlungsstelle liegt auf 70 Meter über Normalnull auf einer erhöhten Stelle auf der hochwasserfreien Niederterrasse der Leine. Sie befand sich im Feuchtgebiet des Flusses und war von einem früheren Flussarm etwa 500 Meter entfernt. Bandkeramiker siedelten üblicherweise auf Lössboden innerhalb von Lösslandschaften. Bei der Gegend um Rössing handelt es sich zwar um eine Lösslandschaft, aber der Baugrund der bandkeramischen Siedlung war ein lössähnliches Sediment über Flusskies. Bodenkundlichen Untersuchungen zufolge war der Löss von einem eiszeitlichen Fluss und nicht durch Wind angelagert worden.

## Forschungsgeschichte
Die Fundstelle in einem damaligen Kiesabbaugebiet außerhalb des heutigen Ortes wurde im Jahr 1978 von einem Heimatforscher entdeckt. Eine 1979 vom Institut für Denkmalpflege aus Hannover vorgenommene Testgrabung identifizierte das Areal als Siedlungsstelle von Bandkeramikern aus der Zeit um 4500 v. Chr., umgeben von Siedlungsspuren aus der vörrömischen Eisenzeit um etwa 200 v. Chr. Der voranschreitende Kiesabbau machte eine Notgrabung im Jahr 1980 erforderlich, um auf 8000 m² die archäologischen Hinterlassenschaften zu dokumentieren und bergen. Eine weitere Rettungsgrabung erfolgte im Jahr 1981 auf 4000 m² durch den Archäologen Erhard Cosack und weitere archäologische Untersuchungen fanden 1984 sowie 1985 statt. Die Untersuchungsfläche belief sich auf insgesamt 
25.000 m². Dabei wurde nicht die gesamte Siedlung untersucht, deren Grenze nur im östlichen Bereich erfasst wurde.

## Befunde

### Gebäude und Gruben
Es wurden anhand von 800 Pfostengruben die Grundrisse von 40 Pfostenhäuser dokumentiert, darunter vor allem Langhäuser. Die Längen der Häuser variierten zwischen acht und vierzig Meter. Die Breite betrug sechs bis sieben Meter. Wie in der Bandkeramik üblich, waren die Gebäude in die Himmelsrichtungen Nordwest-Südost ausgerichtet, wobei eine Schmalseite an der häufigen Windrichtung Nordwest lag. Die für die Hauspfosten ausgehobenen Gruben hatten eine Tiefe von 1,2 Meter und reichten stellenweise in den kiesigen Untergrund hinein. Bei den Hausgrundrissen kam ein dreigliedriger Haustyp häufig vor. Es wurden zwei Haustypen erkannt, die keinen Vergleich zu anderen Haustypen dieser Zeitstellung zulassen.
An den Längsseiten der Langhäuser und zwischen den Gebäuden fanden sich 400 Gruben in unterschiedlicher Form und Tiefe. Sie dienten vermutlich der Bodenentnahme zum Verputzen der Flechtwerkwände der Gebäude. Später wurden sie als Abfallgrube genutzt. Darüber hinaus fanden sich 300 verfüllte Vorratsgruben.

### Keramik- und Steinfunde
Vor allem in den Abfallgruben fanden sich die Reste von Keramikgefäßen von den in der Bandkeramik üblichen Gefäßformen mit ihren typischen Bandverzierungen. Auf einigen Gefäßen fanden sich auf den Verzierungslinien Reste von Farbpasten. Auf einem Gefäß war eine Getreideähre als Symbol abgebildet. Eine Tierkopfdarstellung fand sich auf einem Keramikstück, das vermutlich als Henkel eines Gefäßes diente. Weitere gefundene Keramik waren Spinnwirtel, die auf eine Spinn- und Webtätigkeit der Bewohner deuten. An Steingeräten wurden Steinbeile sowie Feuersteinabschläge gefunden. Auffällig hoch waren mit fast 600 Teilen Mahlsteinfragmente, Schleif- und Klopfsteine sowie Läufer als oberer Teil von Mühlsteinen. Die Fundmengen lassen auf einen intensiven Getreideanbau der früheren Bewohner schließen.

### Pflanzenreste
Die in den Vorrats- und Abfallgruben geborgenen Pflanzenreste wurden archäobotanisch untersucht. Es ließen sich sieben Kulturpflanzen nachweisen, die die früheren Bewohner anbauten. Dazu zählen Emmer, Einkorn, Gerste, Erbsen, Linsen, Lein und Schlafmohn. Als Sammelpflanzen sind Haselnuss und Wild-Apfel belegt. An Unkräutern fanden sich 12 Arten. Anhand von Holzkohleresten ließen sich 10 Holzarten nachweisen. Die Untersuchung der in Pfostenlöchern noch vorhandenen Holzkohle ergab, dass die Pfosten vor allem aus Eichenstämmen bestanden. Anhand der Befunde ließen sich artenreiche Eichenmischwälder in der Umgebung der Siedlung rekonstruieren, die bereits von den Bewohnern aufgelichtet waren.